# Espai Gironès
L'Espai Gironès és un centre comercial situat al Camí dels Carlins de Salt (Girona), al sector sud de la ciutat, al barri de Pla de Salt.

## Història
Abans que s'obrís l'actual Espai Gironès, ja hi havia hagut intents de portar a Salt un centre comercial, sense cap èxit. Durant el primer mandat de Jaume Torramadé les negociacions van agafar embranzida i va ser el 2002 quan un projecte va aconseguir la llicència comercial, el que volia dir que el projecte anava endavant. Un any després es va presentar la maqueta i van començar les obres, fins a la inauguració el 25 de maig del 2005.

## Instal·lacions
El centre comercial disposa d'una superfície construïda de 115.000 m2 i 46.000 m2 de superfície llogable.

### Arquitectura
El disseny del centre comercial està basat en les antigues fàbriques tèxtils ubicades a Girona, testimonis del passat industrial de la ciutat. S'hi van utilitzar materials càlids i funcionals.

### Ubicació
L'Espai Gironès és un complex comercial ubicat en una zona d'expansió urbanística de Salt, als afores de Girona, amb façana a l'autopista AP-7 que connecta França amb Barcelona. La seva ubicació li atorga una àrea d'influència directa que abasta 400.000 habitants, tenint visitants no només de les comarques gironines, sinó també de les comarques de Barcelona i de la Catalunya Nord.
S'hi pot accedir a peu, en vehicle privat o mitjançant transport públic amb les línies L3 i L4.

### Botigues
El centre comercial té una variada oferta comercial de moda, restauració i oci, llar, alimentació i altres. En les dues plantes que té el centre, s'hi poden trobar establiments d'operadors líders com Bershka, Drim, FNAC, H&M, JD Sports, Primark, Pull&Bear i Odeon Multicines. A continuació, hi ha totes les marques que es poden trobar en el centre comercial dividit per categories:
Moda, sabateria i complements:
Alpaso
AW Lab 
Bata
Bershka
Bijou Brigitte 
Bosanova 
Brighty & Co 
B Shop 
C&A 
Calzedonia
Claire's 
Celio 
Decimas 
Deichmann
Desigual
Etam
Fina Garcia
Greenwich 
H&M
Intimissimi
Inside 
JD Sports 
José Luis Joyerías
Koröshi 
Levi's
Mango
Misako 
Okaïdi
Okey 
Parfois 
Pandora
Polinesia 
Primark
Pull&Bear
Punt Roma 
Querol / Querolets
Snipes 
Springfield
Sprinter 
Stradivarius
Tezenis
Time Road
Tous
Restauració:
Burger King
Dino
Doughnuts & Coffee
El Toc
Espai Cafè
Foster's Hollywood
König
La Cachiterie
La Temporada
Lizarran
Llagurt
McDonald's
Pacific Healthy Food
Palau Dong Xing 2
Starbucks
Informàtica i telecomunicacions
Game
Kimono
La Casa de las Carcasas
Movistar
Orange
Parlem Telecom
Tecnogallery
The Phone House
Vodafone
Llar i decoració:
Flying Tiger Copenhagen
Tramas+
Altres:
Odeon Multicines (Cinema)
Golden Park (Entreteniment)
BS Farma (Farmàcia)
Atalaya (Imatge personal)
Druni (Imatge personal)
Kiko Milano (Imatge personal)
Poema (Imatge personal)
Drim (Jocs i Joguines)
Game (Jocs i Joguines)
Interkits - Jugettos (Jocs i Joguines)
Alain Afflelou (Òptica)
General Óptica (Òptica)
Sunglass Hut (Òptica)
Equivalenza (Perfumeria)
Yves Rocher (Perfumeria)
Nice Nails (Perruqueries i Centres d'Estètica)
CEX (Serveis)
Feu Vert (Serveis)
Loteria (Serveis)
Mister Minit (Serveis)

### Serveis
Als voltants del centre comercial i dintre el propi comercial s'hi poden trobar diversos serveis. En les seves proximitats hi ha l'Hotel B&B Girona. També disposa d'una gasolinera Repsol al costat de la sortida del pàrquing subterrani.
El centre comercial disposa d'un total de 2.500 places d'aparcament repartides entre la zona exterior i les plantes -1 i -2. En aquestes dues plantes, hi ha places especials per a persones amb mobilitat reduïda. A més, a la planta -1 hi ha un servei de càrrega de vehicles elèctrics, gratuït durant dues hores i un altre de rentat de vehicles.
A l'interior del centre, hi ha caixers automàtics a la planta baixa i un caixer automàtic de bitcoins a la planta 1. També disposa d'un punt d'informació ubicat a la planta baixa on el personal atén els clients i els ofereix ajuda. Hi ha molts de banys repartits per les dues plantes del centre i estan adaptats per a persones amb mobilitat reduïda. Dintre del centre hi ha repartides diferents àrees amb sofàs per descansar, totes distribuïdes per la primera planta.

## Horari d'obertura
L'horari comercial de l'Espai Gironès és de dilluns a dissabte de 10:00h a 22:00h. Els establiments de restauració i oci obren de dilluns a dijous de 10:00h a 00:00h. Divendres i dissabtes de 10:00h a 01:00h. Els diumenges obre de 12:00h a 00:00h. L'aparcament de dilluns a dijous i diumenges orbe de 09:00h a 23:30h. Divendres i dissabtes de 09:00 a 01:00h.